# Marina Smilec di Bulgaria
Marina Smilec, in bulgaro Марина Смилец? (prima del 1292 – 7 aprile 1355), era la figlia maggiore dello zar Smilec di Bulgaria e della sua moglie bizantina, chiamata impropriamente Smilzena Palaiologina.

## Famiglia
La data e il luogo di nascita di Marina sono ignoti, ma è nata prima dell'ascesa al trono bulgaro del padre nel 1292, forse nella sua residenza ufficiale a Kran. La madre di Marina era figlia di Costantino Paleologo (fratellastro di Michele VIII). Nelle cronache viene chiamata Smiltsena (in bulgaro Смилцена?; moglie di Smilets), senza che ne venga indicato il nome. Marina era la sorella maggiore dello zar Ivan II di Bulgaria e di Teodora, regina consorte di Serbia. Marina era zia materna dell'imperatore Stefano Dušan.

## Despotissa di Kran
Lo zar Smilec morì nel 1298 e Ivan II di Bulgaria gli succedette come imperatore a Tărnovo. Il nuovo zar era un bambino e il governo era nelle mani dell'imperatrice vedova Smilzena. Pare che la madre di Marina abbia sconfitto i fratelli di Smilec: Radoslav e Voysil, che si rifugiarono nell'Impero bizantino ed entrarono al servizio di quest'ultimo. Per far fronte a questa minaccia e all'invasione del principe mongolo Čaka, Smiltsena cercò un'alleanza con Aldimir (Eltimir), fratello dell'ex sovrano Giorgio Terter I. Aldimir fu quindi dato in sposa a Marina e, se non fosse accaduto prima, ricevette il titolo di despotēs e fu investito di un vasto patrimonio terriero intorno a Kran. Come moglie, Marina ottenne il titolo di despoina di Kran.
Despoina Marina diede alla luce un figlio, chiamato Ivan Dragušin.
I reggenti di Ivan II non riuscirono a rafforzare la loro posizione e abbandonarono Tarnovo a Čaka, che si insediò come imperatore nel 1299. Smilzena e Ivan II si stabilirono nei possedimenti di Aldimir e Marina, dove forse rimasero fino all'ascesa al trono del nipote di Aldimir, Teodoro Svetoslav, nel 1300.
Aldimir si alleò con Teodoro Svetoslav e i suoi possedimenti intorno a Kran si ampliarono. Di conseguenza Aldemir chiese probabilmente alla famiglia di Marina di lasciare Kran e questa si rifugiò a Costantinopoli.

## Esilio
Nel 1305 Aldemir sembra aver avviato negoziati con i Bizantini e Teodoro per annettere le terre dello zio. Marina potrebbe aver esercitato una forte influenza sulla politica del marito e, dopo la sottomissione di Aldimir da parte dello zar, lei e Ivan Dragušin fuggirono a Costantinopoli.
Dopo il 1321, Marina e suo figlio si trasferirono nel Regno di Serbia, dove il potere fu preso dal re Stefano Dečanski, sposato con la sorella di Marina, Teodora. Marina fu trattata con grande rispetto da Dečanski e da suo figlio, Stefan Dušan, che era suo nipote. In Serbia, Marina e suo figlio erano residenti a Polog. In seguito si ritirò in un monastero con il nome monastico di Maria.
Marina fu ritratta insieme a un ragazzo, suo nipote, nella chiesa di Kavadarci nel monastero di Pološko.
Marina Smilec sopravvisse al figlio e morì il 7 aprile 1355. Fu sepolta a Skopie.